# Куп СР Југославије у рагбију 1998.
Куп СР Југославије у рагбију 1998. је било 6. издање Купа Савезне Републике Југославије у рагбију. 
Трофеј је освојио Партизан.
| Освајач купа Југославије у рагбију 1998. |
| ---------------------------------------- |
| Рагби клуб Партизан 8. трофеј            |